# Badger badger badger
Badger badger badger – animacja flashowa, stworzona przez Jontiego Pickinga dla serwisu rozrywkowego Weebl's Stuff. Animacja przedstawia borsuki (ang. badger) robiące przysiady na łące, muchomora oraz węża. Towarzyszy jej muzyka elektroniczna i głos powtarzający „badger”, „mushroom” (pol. grzyb) lub „snake” (pol. wąż). Animacja jest zapętlona.
„Badger badger badger” została opublikowana w Internecie 2 września 2003 roku. Animacja doczekała się wielu przeróbek, np. z okazji Mistrzostw Europy w Piłce Nożnej 2004 czy wersji bożonarodzeniowej.